# Мохаммед Абдул Вакіль
Мохаммед Абдул Вакіль (25 березня 1945 , Bagrami Districtd, Королівство Афганістан ) — афганський державний діяч. Міністр закордонних справ Афганістану (1986—1992).

## Життєпис
У 1964 році закінчив ліцей «Хабібія», у 1971 році економічний факультет Кабульського університету. У 1969 та 1970 рр. під час навчання ненадовго заарештовувався як учасник молодіжних протестів. У 1969 році був підсудним на судовому процесі, де в числі обвинувачених був і Мухаммед Наджибулла. 
У 1973—1974 рр. — проходив службу в армії. З 1977 року — член ЦК НДПА.
Після приходу до влади НДПА в результаті військового перевороту 1978 року був членом Революційної ради і генеральним секретарем міністерства закордонних справ. У липні-жовтні 1978 року був послом Афганістану у Великій Британії.
У грудні 1979 року повернувся до Афганістану разом з радянськими військами. Брав участь у штурмі будівлі Генерального штабу афганської армії під час повалення режиму Хафізулли Аміна.
У 1980—1984 рр. — міністр фінансів Афганістану.
У 1984—1986 рр. — Надзвичайний і Повноважний Посол Афганістану у В'єтнамі.
У 1986—1992 рр. — Міністр закордонних справ Афганістану, в уряді Мухаммеда Наджибулли, був членом політбюро ЦК НДПА.
У 1990—1992 рр. — член виконавчого бюро центральної ради Партії Вітчизни (наступниці Народно-демократична партія Афганістану).
У 1992 році став одним із головних організаторів заколоту, що призвів до усунення Наджибулли та його арешту в Кабулі.
Очолив Тимчасову військову раду. Керував переговорами по мирній передачі влади представникам моджахедів, після якої емігрував за кордон. Оселився в Швейцарії в Женеві.